# Danh sách chi của Noctuidae:N
Noctuidae là một họ bướm đêm lớn gồm rất nhiều chi:
A B C D E F G H I J K L M N O P Q R S T U V W X Y Z
| - Naarda - Nabartha - Naboa - Nacerasa - Nacna - Nacopa - Naenia - Naesia - Nagadeba - Naganoella - Nagara - Nagia - Nahara - Naharra - Namangana - Namanganum - Nanamonodes - Nanthilda - Naranga - Narangodes - Narcaea - Narcotica - Narthecophora - Narulla - Nasaya - Nazuda - Neachrostia | - Neathyrma - Nebrissa - Nechesia - Nedra - Nedroma - Neeugoa - Nekrasovia - Neleucania - Neoborolia - Neocalymnia - Neocerynea - Neochera - Neochrostis - Neocleptria - Neocodia - Neocomia - Neocucullia - Neoerastria - Neogabara - Neogalea - Neogrotella - Neoherminia - Neolaphygma - Neolita - Neomanobia - Neomilichia | - Neomonodes - Neopalthis - Neopangrapta - Neophaenis - Neophaeus - Neopistria - Neoplusia - Neoptista - Neoptodes - Neosema - Neostichtis - Neostrotia - Neotarache - Neothripa - Neotuerta - Nepaloridia - Neperigea - Nephelemorpha - Nephelina - Nephelistis - Nephelodes - Nerastria - Nereisana - Nesaegocera - Nesamiptis - Netrocerocora - Neumichtis | - Neumoegenia - Neuquenioa - Neuranethes - Neurois - Neuronia - Neustrotia - Neviasca - Nezonycta - Niaboma - Niaccaba - Niaccabana - Nicetas - Nicevillea - Nigetia - Nigramma - Nigryigoga - Niguza - Nikara - Nimasia - Niphonyx - Niphosticta - Nipista - Nocloa - Noctasota - Nocthadena - Noctua - Noctubourgognea | - Noctuites - Noctulizeria - Nodaria - Nolaphana - Nolasena - Nolaseniola - Nolasodes - Nonagria - Noropsis - Noshimea - Notioplusia - Notocyma - Nubiothis - Nudifrons - Numeniastes - Nychioptera - Nyctennomos - Nycterophaeta - Nyctipolia - Nyctobrya - Nyctodryas - Nyctycia - Nyctyciomorpha - Nyeanella - Nymbis - Nyodes - Nyssocnemis - Nytorga |